# 寶石寵物 Kira☆Deco！
《寶石寵物 Kira☆Deco！》是三麗鷗和Sega Toys共同開發的角色，寶石寵物動畫版的第四作。2012年4月7日開始在東京電視台播放的電視動畫。跟以往一樣，全52話。香港在2013年7月3日開始以「寶石寵物Ⅳ」的名義於翡翠台播放，而香港播放之最大不同特點是用回日文主題曲。

## 概要
製作局和播放時間表、寶石寵物的基本設定及設計是由『寶石寵物 Sunshine』和第2季『寶石寵物 Twinkle☆』所繼承，故事中的舞台背影和過去3作一樣，是有關連的。
本作是『寶石寵物 Twinkle☆』和『寶石寵物 Sunshine』是續集，不過不再是以魔法學校為故事的舞台，寶石寵物們召喚出5人的少年少女——「Kira-Deco Five」來拯救人間界和尋找寶石樂園傳說中的「閃耀之石」，是一個關於寶石寵物們的歷險故事。

## 故事大綱
住在「寶石樂園」的「寶石小鎮」的露比是個有點冒失卻又活潑的小兔子。她最近熱衷於「寶石Deco（裝飾）」，藉此也開了一家名為「閃亮閃亮小店」。露比和聰明的莎菲、時髦的佳娜德、以及為巡邏城鎮而在家自成的警察——奈娜和安祖娜，一起過著和平的日子。
有一天，露比等人在「寶石樂園的傳說」連環圖中，得知了在世界各處流傳的「鏡之球」傳說，過去因遭遇隕石的襲擊，而碎裂並散落到世界各處。聽說那是世界上最漂亮的寶石「Deco」，它可讓人跳出傳說中最快樂的舞蹈！
為了實現這個願望，露比等人使用了許多方法去加以尋找。意外的，空中卻降下了自稱為「Kira-Deco Five」的五人組。難道，他們就是為了拯救不斷被黑暗所覆蓋的人類世界，為尋找傳說中的寶石「Deco Stone」而來到寶石樂園的正義英雄？！

## 登場人物

### Kira-Deco Five
從人間界被派遣到寶石樂園，從天而降被稱為是「正義英雄」的五名青少年。
大宮粉紅／Shiny Pink
配音員：日本：豐崎愛生／香港：凌晞
代表顏色：  粉红色
寶石寵物：露比
本作女主角。拯救世界的英雄——「Kira-Deco Five」中唯一的女性。
埼玉縣埼玉市大宮區出身的女子中學一年級生，為Deko Risky博士的堂妹。
是個有魅力的女子。
魔法高等級，認為自己是未來的守護者和英雄。
肯定露比的性格，並生活在一起。
命運寶石是粉紅紅寶石。
赤城烈／Burning Red
配音員：日本：寺島拓篤／香港：黃積權
代表顏色：  红色
寶石寵物：安祖娜
Kira-Deco Five中的隊長。
群馬縣出身。
勇氣四溢且熱血的男子中學三年級生。
因修行而身體的鍛練非常好。
性格積極，弱點是弟弟赤城綠。
命運寶石是紅色天使石。
尾崎青騎士／Blue Knight Blue
配音員：日本：小野大輔／香港：陳灝瑋
代表顏色：  藍色
寶石寵物：佳娜德
中學三年級生。兵庫縣出身。
在生活中感到空虛，寶石寵物的到來是他人生中的轉捩點。
命運寶石是藍色石榴石。
赤城綠／Smart Green
配音員：日本：平野綾／香港：黃昕瑜
代表顏色：  緑色
寶石寵物：奈娜
赤城烈之弟，是Kira-Deco Five中最年輕的成員。
小學三年級生。有強大和強烈氣勢的哥哥，哥哥的感覺令他感到窒息。
見識過奈娜和安祖娜擁有的強力魔法。
命運寶石是綠色拉長石。
富良野黃一／Slow Life Yellow
配音員：日本：園田泰隆／香港：林筠翔
代表顏色：  黄色
寶石寵物：莎菲
北海道出身，中學一年級生。
心地溫柔也很喜歡吃東西。很會做菜，而且願意吃掉莎菲失敗的料理。
命運寶石是黃色藍寶石。

### Deco Ranain
黑暗將軍
配音員：日本：上田燿司／香港：陳成港
哥奴的爸爸。
是Deco Risky博士的前夫。
非常喜歡黑暗，但極討厭deco。
凱澤（Kaizeru）
配音員：日本：村上幸平／香港：張裕東
第33話中，裝成新搬家的兔子和由涉谷掉下來的人類，騙露比和粉紅，打算破壞她們的友誼，但失敗。

### 其他人物
茱莉娜女王（Jewelina）
配音員：日本：清水愛／香港：朱妙蘭
寶石樂園的女王。
Deco時鐘
配音員：日本：小野大輔
羊執事
配音員：日本：上田燿司／香港：朱子聰
佳娜德的管家，但青騎士來了後被解僱。
秋刀魚（Sanma）
配音員：日本：寺島拓篤（第1話）、立花慎之介、高本惠、下崎紘史、藤田知美／香港：曹啟謙、劉奕希、鄭麗麗
第1話被露比在河中捕下一隻，用作Jewelpod的裝飾。
Deco Bus
配音員：日本：上田燿司／香港：曹啟謙
常載露比等人們
旁白（Narration）
配音員：日本：佐佐木望／香港：黃玉娟
黑雲（Black Cloud）
配音員：日本：寺島拓篤
黃二郎
配音員：日本：園田泰隆／香港：林筠翔
語尾為「Pyo」。
由莎菲製作的蛋孵化出來的
外形像黃一，做的事也比黄一快很多
阿美杜玲、托莉斯汀（Ametrine & Trystine）
配音員：日本：井口裕香（兩者）
曾在《寶石寵物 Twinkle☆》中登場，在本作中再登場。
阿貝妞（Avenue）
配音員：日本：佐佐木望
曾在《寶石寵物 Twinkle☆》中登場，在本作中再登場。
Deco Risky博士
配音員：日本：清水愛／香港：吳羨婷
是茱莉娜女王的重生。
沃爾夫岡（Worufugangu）
配音員：日本：伊藤榮次
佳娜德的別莊管理人。
哥利國王（Gori King）
配音員：日本：梁田清之
瑪可（Mako）
配音員：日本：明坂聰美／香港：魏惠娥
三幸
配音員：日本：上田燿司／香港：曹啟謙（幼年期）、陳永信
紫（Purple）
配音員：日本：寺島拓篤／香港：黃積權
奧利布（Olive）
配音員：日本：園田泰隆／香港：林筠翔
古利（Grey）
配音員：日本：平野綾／香港：黃昕瑜
多多美（Dodome）
配音員：日本：佐佐木望

## 登場的寶石寵物

### 主要寶石寶物
露比（Ruby）
配音員：日本：齋藤彩夏／香港：何璐怡
一隻女性日本兔。
眼中的寶石是紅寶石。
耳朵有許多神奇用途。
和大宮粉紅一起生活。
卡内特（Garnet）
配音員：日本：平野綾／香港：林元春、鄭麗麗（代配）
一隻女性波斯貓。
眼中的寶石是石榴石。
形象很時尚且易發怒。
和尾崎青騎士一起生活。
莎菲（Sapphie）
配音員：日本：佐佐木望／香港：朱妙蘭
一隻女性查理斯王小獵犬。
眼中的寶石是藍寶石。
與黃一成為朋友並生活在一起。
拉布拉（Labra）
配音員：日本：澤城美雪／香港：劉惠雲
一隻女性北極熊。
眼中的寶石是拉長石。
雖然牠擁有潛藏強大的神奇力量，牠仍是嬰兒所以不能使用得得心應手。
和赤城綠一起生活。
安潔拉（Angela）
配音員：日本：豐崎愛生／香港：成瑤孆、陳皓宜（代配）
一隻女性羊駝。
眼中的寶石是天使石。
平常很溫柔，但憤怒時卻很恐怖。
和赤城綠一起生活。

### 反派角色
哥奴（Coal）
配音員：日本：上田燿司／香港：關令翹、張裕東（代配）
本季的敵人。
自稱「黑暗天使」。語尾是「黑暗」。假裝成「哥奴美」老師以監視露比。
歐帕露（Opal）
配音員：日本：澤城美雪／香港：曾佩儀
本季的敵人。
伊歐（Io）
配音員：日本：佐佐木望／香港：柚子蜜
本季的敵人。喜歡歐帕露及歌奴美老師。

### Deco Ranain
迪安（Dian）
配音員：日本：福山潤／香港：黃啟昌
陶魯（Tour）
配音員：日本：竹內順子／香港：林丹鳳
古哈科（Kohaku）
配音員：日本：皆川純子／香港：黃瑩瑩

### 其他寶石寵物
（Diana）
配音員：日本：宍戶留美／香港：魏惠娥
喜歡相聲。
凱特（Chite）
配音員：日本：澤城美雪／香港：雷碧娜
尼克（Nix）
配音員：日本：井口祐一／香港：林丹鳳
尤克（Yuku）
配音員：日本：吉田仁美／香港：魏惠娥
珊瑚（Sango）
配音員：日本：清水愛／香港：陳皓宜
吉塔那（Titana）
配音員：日本：江里夏／香港：謝潔貞
小玲（Rin）
配音員：日本：早川真由／香港：羅杏芝
克里斯（Kris）
配音員：日本：金田晶／香港：許盈
朵芭斯（Topaz）
配音員：日本：金田晶／香港：吳羨婷
芙蘿拉（Flora）
配音員：日本：金田晶／香港：何寶珊
拉比斯（Lapis）
配音員：日本：竹內順子／香港：陳皓宜
塔塔（Tata）
配音員：日本：竹內順子／香港：謝潔貞
拉爾德（Rald）
配音員：日本：土屋真由美／香港：朱妙蘭
貝莉朵（Peridot）
配音員：日本：甲斐田幸／香港：羅杏芝
查洛特（Charotte）
配音員：日本：MAKO／香港：何寶珊
莉露（Ryl）
配音員：日本：藤田知美／香港：魏惠娥
布朗尼（Brownie）
配音員：日本：波田野由衣／香港：黃玉娟
積斯巴（Jasper）
配音員：日本：KENN／香港：周倚天
普蕾斯（Prase）
配音員：日本：岩村愛子／香港：柚子蜜
亞古亞（Aqua）
配音員：日本：岡野浩介／香港：蔡惠萍
大王（King）
配音員：日本：木內秀信／香港：袁淑珍
米爾姬（Milky）
配音員：日本：內海慶子／香港：成瑤孆
古拉萊特（Granite）
配音員：日本：田丸篤志／香港：李凱傑
亞歷克（Alex）
配音員：日本：五十嵐裕美／香港：朱妙蘭
露娜（Luna）
配音員：日本：宍戶留美／香港：張頌欣
雅美莉（Amelie）
配音員：日本：悠木碧／香港：張頌欣
奈弗萊（Nephrite）
配音員：日本：尾崎惠／香港：林丹鳳
羅莎（Rosa）
配音員：日本：茅野愛衣／香港：何寶珊

### 甜品寵物
櫻桃（Sakuran）
配音員：日：日高里菜／香港：張頌欣
冬甩東拿（Donadona）
配音員：日：藤田咲／香港：吳羨婷
馬卡龍四兄妹
配音員：日：MAKO（馬高）、三宅麻理惠（卡高）、大龜明日香（羅高）、藤田咲（歌瓏）
蜜瓜蓮娜（Melorina）
配音員：日：大龜明日香／香港：羅孔柔
布甸琪（Purinki）
配音員：日：向井萌惠
泡芙蓮（Eclan）
配音員：日：齋藤千和
瑪卡瓏妮（Macaronia）
配音員：日：松來未祐
蜜糖兒（Honey）
配音員：日：松藤愛奈
朱古妮（Chocolat）
配音員：日：三宅麻理惠

## 用語和道具
寶石樂園（Jewel Land）
寶石寵物們居住的地方，是個由茱莉娜女王以魔法守護的國度。天上有著一大一小的月亮。在這世界居住的寶石寵物與生俱來就擁有使用魔法的能力，和人類夥伴在一起的話力量會更提昇。本故事的場景是寶石樂園中的一個小城鎮——寶石小鎮（ジュエルタンウ）。
鏡之球（Mirror Ball）
傳說中最漂亮且能夠讓人跳出快樂舞蹈的物品。過去因遭遇隕石的襲擊，而碎裂並散落到寶石樂園各處，和Deco Stone是同一樣物品。
Deco Stone（Deco Stone）
世界上最漂亮的寶石，據說它可以拯救地球，「Kira-Deco Five」他們就是為了這樣東西而來到寶石樂園的。也能讓人跳出傳說中最快樂的舞蹈，和鏡之球是同一樣物品。
寶石卡片（Jewelpod）
寶石寵物們施展魔法時所用的魔法道具，背面有著個人風格的裝飾品（デコ）。

## 工作人員
- 原作：三麗鷗、Sega Toys
- 企劃：佐佐木章人、木村純一、安東ちよ、中村直樹
- 監督：森脇真琴
- 助監督：佐藤まさふみ（第1話 - 第19話）
- 系列構成：筆安一幸
- 角色設定：宮川知子
- 設計協力：宮川治雄、下地なるみ、仲田美步、小田嶋瞳（第10話）
- 美術監督：武藤正敏
- 色彩設計：坂本泉
- CG監督：宇根信也
- 編輯：中葉由美子、村井秀明
- 攝影監督：五十嵐慎一
- 音響監督：岩浪美和
- 音響特效：北方將實
- 音樂：渡部チェル
- 音樂總監：金谷步、村上葉子
- 音樂製作：環球音樂
- 准生產商：難波秀行、藏本健太郎（第1話 - 第13話）、渡邊愛美（第14話 - 第52話）、森田和寬
- 動畫製作人：茂垣弘道、松本太輔（第1話 - 第3話） → 小竿俊一（第4話 - 第52話）
- 監製：小山佑介（東京電視台，第1話 - 第41話） → 吉野文（東京電視台，第42話 - 第52話）、大野亮介、可知秀幸
- 動畫製作：STUDIO COMET
- 製作：東京電視台、MediaNet、We've

## 主題曲
片頭曲「ハッピーラッキー☆ゴー！」（Happy Lucky☆Go！）
作詞：淺利進吾、渡邊夏美／作曲：淺利進吾／編曲：h-wonder／歌：蘆田愛菜（環球音樂）
片尾曲「ずっとずっとトモダチ」（永遠永遠的友情）
作詞：渡邊夏美、淺利進吾／作曲：淺利進吾／編曲：h-wonder／歌：蘆田愛菜（環球音樂）

### 插入曲
Michael Jackson「Thriller」（1982年）（第25話）

## 各話標題
| 話數   | 日文標題 | 香港標題                      | 劇本              | 分鏡            | 演出              | 作畫監督                                   | 香港首播日    |
| ------ | -------- | ----------------------------- | ----------------- | --------------- | ----------------- | ------------------------------------------ | ------------- |
| 第1話  |          | 想要鏡之球，Deco              | 筆安一幸          | 森脇真琴        | 原田治            | 小田嶋瞳                                   | 2013年 7月3日 |
| 第2話  |          | Deco Friend！Deco！           | 筆安一幸          | 森脇真琴        | 信田ユウ          | 梶浦紳一郎 飯田清貴                        | 7月9日        |
| 第3話  |          | 黑暗天使哥奴大人Deco          | 筆安一幸          | 高柳哲司        | 福井俊介          | 日高真由美 兼子秀敬 本田辰雄               | 7月10日       |
| 第4話  |          | 迷路的安祖娜，Deco            | 江夏由結          | 石踊宏          | 石踊宏            | 松本勝次                                   | 7月16日       |
| 第5話  |          | 爭奪Blue的比賽，Deco          | 井上美緒          | 高柳哲司        | 徐惠真            | 筆坂明規 金城美保                          | 7月17日       |
| 第6話  |          | Slow Life的黃色，Deco         | 杉原研二          | 山本三輪子      | 坂口龍太郎        | 池內直子 森亞彌子                          | 7月23日       |
| 第7話  |          | 神秘的怪獸！Deco！            | 金杉弘子          | 渡邊健一郎      | 渡邊健一郎        | 鶴田愛 本田辰雄                            | 7月24日       |
| 第8話  |          | 冒險家貝莉朵，Deco            | 筆安一幸          | 佐藤まさふみ    | 倉谷涼一          | 山下敏成                                   | 7月30日       |
| 第9話  |          | 有兩倍歡樂 Deco               | 杉原研二          | 豐玉三郎        | 荻原露光          | 高橋敦子 梶浦紳一郎                        | 7月31日       |
| 第10話 |          | 哥奴要反擊了，Deco            | 井上美緒          | 石踊宏          | 石踊宏            | 松本勝次                                   | 8月6日        |
| 第11話 |          | 沒有適合粉紅的衣服，Deco      | 金杉弘子          | 山本三輪子      | 室谷靖            | 日高真由美 古池ゆかり 兼子秀敬             | 8月7日        |
| 第12話 |          | 保安官積斯巴，Deco            | 江夏由結          | 宮崎なぎさ      | 徐惠真            | 筆坂明規 金城美保 野道佳代                 | 8月13日       |
| 第13話 |          | Deco Stone被偷走了？Deco      | 井上美緒          | 高柳哲司        | 坂口龍太郎        | 池内直子 森亞彌子                          | 8月14日       |
| 第14話 |          | 露比與歐帕露非常合拍，Deco    | 竹內利光          | 喜多谷充        | 關野關十          | 本田辰雄 鶴田愛                            | 8月20日       |
| 第15話 |          | 大家一起流落荒島，Deco        | 金杉弘子          | 島津裕行        | 倉谷涼一          | 小田多惠子 水野貴子 山下敏成               | 8月21日       |
| 第16話 |          | 令人心動的師兄！Deco！        | 金杉弘子          | 佐藤昌文        | 石踊宏            | 松本勝次                                   | 8月27日       |
| 第17話 |          | 很喜歡哥奴美老師，Deco        | 江夏由結          | 山本三輪子      | 山口曉生          | 高橋敦子 野田康行                          | 8月28日       |
| 第18話 |          | 甜品寵物，櫻桃，Deco          | 杉原研二          | 石踊宏          | 室谷靖            | 日高真由美 古池ゆかり                      | 9月3日        |
| 第19話 |          | 甜品寵物大集合，deco          | 杉原研二          | 麥野アイス      | 徐惠真            | 筆坂明規 金城美保 野道佳代                 | 9月4日        |
| 第20話 |          | 要叫她大小姐，Deco            | 大場小ゆり        | 金崎貴臣        | 荻原露光          | 鶴田愛 加藤壯 本田辰雄                     | 9月10日       |
| 第21話 |          | 開不了口說對不起，Deco        | 竹內利光          | 宮崎なぎさ      | 坂口龍太郎        | 池內直子 森亞彌子                          | 9月11日       |
| 第22話 |          | 呼喚暴風的Deco Stone，Deco    | 井上美緒          | 石踊宏          | 石踊宏            | 松本勝次                                   | 9月17日       |
| 第23話 |          | 要比哥哥更受歡迎，Deco        | 金杉弘子          | 山本三輪子      | 關野關十          | 野田康行                                   | 9月18日       |
| 第24話 |          | 帶我去舞會，Deco              | 竹內利光          | 喜多谷充        | 山口曉生          | 日高真由美 穐本ゆかり 飯野亨 宮川知子      | 9月24日       |
| 第25話 |          | 秋刀魚村變得很漂亮！Deco！    | 大場小ゆり        | 大久保政雄      | 徐惠真            | 筆坂明規 金城美保 近藤瑠衣                 | 9月25日       |
| 第26話 |          | 遠足有大發現，Deco            | 杉原研二          | 佐藤まさふみ    | 佐藤まさふみ      | 鶴田愛                                     | 10月1日       |
| 第27話 |          | 巨人宇宙大戰，Deco            | 金杉弘子          | 櫻井弘明        | 荻原露光          | 加藤壯 穐本ゆかり 本田辰雄 高橋敦子        | 10月2日       |
| 第28話 |          | 露娜輝夜姬Deco                | 井上美緒          | 石踊宏          | 石踊宏            | 松本勝次                                   | 10月8日       |
| 第29話 |          | 所有人都不見了，Deco          | 江夏由結          | 山本三輪子      | 坂口龍太郎        | 池內直子 森亞彌子                          | 10月9日       |
| 第30話 |          | 帥哥，天國樂園村，Deco        | 大場小ゆり        | 島崎奈奈子      | 島崎奈奈子        | 野田康行 大澤美奈                          | 10月15日      |
| 第31話 |          | 必殺技！龍捲旋風腿，Deco      | 竹內利光          | 大久保政雄      | 山口曉生          | 穐本ゆかり 飯田清貴 本田辰雄 宮川知子      | 10月16日      |
| 第32話 |          | 命運寶石，Deco                | 筆安一幸          | 佐藤まさふみ    | 佐藤まさふみ      | 加藤壯 鶴田愛                              | 10月22日      |
| 第33話 |          | 你不可以喜歡我！Deco！        | 大場小ゆり        | 川崎逸朗        | 荻原露光          | 一川孝久                                   | 10月23日      |
| 第34話 |          | 戀愛色彩淘汰賽 Deco           | 金杉弘子          | 石踊宏          | 石踊宏            | 松本勝次                                   | 10月29日      |
| 第35話 |          | 跟安祖娜一起玩Jewel，Deco！   | 杉原研二          | 稻垣隆行        | 室谷靖            | 飯田清貴 本田辰雄 和田佳純                 | 10月30日      |
| 第36話 |          | 傳說中的繩網陣，Deco          | 江夏由結          | 山本天志        | 坂口龍太郎        | 池內直子 森亞彌子                          | 11月5日       |
| 第37話 |          | 忍者想在城堡出人頭地，Deco    | 井上美緒          | 大久保政雄      | 秦義人            | 野田康行 大澤美奈                          | 11月6日       |
| 第38話 |          | Very Merry Decoristmas！Deco  | 竹內利光          | 山本三輪子      | 徐惠真            | 筆坂明規 金城美保 近藤瑠衣                 | 11月12日      |
| 第39話 |          | 奈娜警員的24小時，Deco        | 大場小ゆり        | 稻垣隆行        | 荻原露光          | 加藤壯 鶴田愛                              | 11月13日      |
| 第40話 |          | 祝Deco快樂，Deco              | 筆安一幸          | 櫻井弘明        | 室谷靖            | 山崎展義 加藤壯 飯田清貴 本田辰雄 宮川知子 | 11月19日      |
| 第41話 |          | 處理專家奈弗萊，Deco          | 金杉弘子          | 石踊宏 山口曉生 | 三澤伸            | 松本勝次                                   | 11月20日      |
| 第42話 |          | 湯芝拿當斯的預言書，Deco      | 大場小ゆり        | 佐藤まさふみ    | 佐藤まさふみ      | 穐本ゆかり 一川孝久                        | 11月26日      |
| 第43話 |          | 飛舞的鶴，群馬紙牌遊戲，Deco  | 井上美緒          | 山本天志        | 坂口龍太郎        | 池內直子 森亞彌子                          | 11月27日      |
| 第44話 |          | 愛的決鬥 Amigo，Deco          | 杉原研二          | 稻垣隆行        | 徐惠真            | 筆坂明規 金城美保 近藤瑠衣 洪範錫          | 12月3日       |
| 第45話 |          | 再見了，哥奴美老師 Deco       | 竹內利光          | 川崎逸朗        | 關野關十          | 鶴田愛 高橋敦子                            | 12月10日      |
| 第46話 |          | Dark Knight Blue，Deco        | 江夏由結 筆安一幸 | 川崎逸朗        | 秦義人            | 野田康行 大澤美奈                          | 12月11日      |
| 第47話 |          | 真正的友情就在這裡 Deco       | 金杉弘子          | 稻垣隆行        | 山口曉生          | 松本勝次                                   | 12月17日      |
| 第48話 |          | 多多指教，最強的敵人 Deco     | 金杉弘子          | 山本三輪子      | 荻原露光          | 山崎展義 加藤壯                            | 12月18日      |
| 第49話 |          | 滑溜溜 寶石頭套，Deco         | 竹內利光          | 大久保政雄      | 室谷靖            | 一川孝久 穐本ゆかり 加藤壯                 | 12月24日      |
| 第50話 |          | 粉紅是Kira Deco女高中生？Deco | 井上美緒          | 稻垣隆行        | 徐惠真            | 洪範錫 金城美保 近藤瑠衣 筆坂明規          | 12月25日      |
| 第51話 |          | 決戰，埼玉縣超級體育館，Deco  | 筆安一幸          | 佐藤まさふみ    | 坂口龍太郎        | 池內直子 森亞彌子                          | 12月31日      |
| 第52話 |          | 大家一起Kira Deco，Deco       | 筆安一幸          | 森脇真琴        | 佐藤和男 森脇真琴 | 野田康行 大澤美奈 宮川知子                 | 2014年 1月1日 |

## 播放電視台
| 播放地區       | 播放電視台   | 播放日期                              | 播放時間                                    | 播放系列   | 備註                    |
| -------------- | ------------ | ------------------------------------- | ------------------------------------------- | ---------- | ----------------------- |
| 關東廣域圈     | 東京電視台   | 2012年4月7日 - 2013年3月30日          | 星期六 9:30 - 10:00                         | 東京電視網 | 製作局                  |
| 大阪府         | 大阪電視台   | 2012年4月7日 - 2013年3月30日          | 星期六 7:00 - 7:30                          | 東京電視網 | 同日2時間30分有先行播放 |
| 北海道         | TV北海道     | 2012年4月8日 - 2013年3月31日          | 星期日 7:00 - 7:30                          | 東京電視網 |                         |
| 愛知縣         | 愛知電視台   | 2012年4月8日 - 2013年3月31日          | 星期日 7:00 - 7:30                          | 東京電視網 |                         |
| 岡山縣、香川縣 | 濑户内電視台 | 2012年4月8日 - 2013年3月31日          | 星期日 7:00 - 7:30                          | 東京電視網 |                         |
| 福岡縣         | TVQ九州放送  | 2012年4月8日 - 2013年3月31日          | 星期日 7:00 - 7:30                          | 東京電視網 |                         |
| 滋賀縣         | 琵琶湖放送   | 2012年4月21日 - 2013年4月20日         | 星期六 7:00 - 7:30                          | 獨立UHF局  |                         |
| 奈良縣         | 奈良電視台   | 2012年4月27日 - 2013年4月26日         | 星期五 7:30 - 7:59                          | 獨立UHF局  |                         |
| 和歌山縣       | 和歌山電視台 | 2012年7月4日 - 2013年7月3日           | 星期三 7:30 -8:00                           | 獨立UHF局  |                         |
| 日本全域       | Kids Station | 2013年4月15日 - 6月24日 2013年6月25日 | 星期一至五 6:00 - 6:30 星期二 15:30 - 15:58 | 衛星電視   |                         |

| 日本 東京電視台 星期六 9:30-10:00節目 | 日本 東京電視台 星期六 9:30-10:00節目                | 日本 東京電視台 星期六 9:30-10:00節目 |
| ------------------------------------- | ---------------------------------------------------- | ------------------------------------- |
|                                       | 寶石寵物 Kira☆Deco！ （2012年4月7日－2013年3月30日） |                                       |
| 寶石寵物 Sunshine                     | 寶石寵物 Happiness                                   |                                       |

| 香港 翡翠台 星期二、三 17:20-17:50節目 2013年12月4日停播 2013年12月25日、2014年1月1日17:20-17:55             | 香港 翡翠台 星期二、三 17:20-17:50節目 2013年12月4日停播 2013年12月25日、2014年1月1日17:20-17:55 | 香港 翡翠台 星期二、三 17:20-17:50節目 2013年12月4日停播 2013年12月25日、2014年1月1日17:20-17:55 |
| --- | ------------------------------------------------------------------------------------------------ | ------------------------------------------------------------------------------------------------ |
| | 寶石寵物Ⅳ （2013年7月3日－2014年1月1日）                                                         |                                                                                                  |
| 光之美少女：甜蜜天使                                                                                         | 星夢學園 第1部                                                                                   |                                                                                                  |
| 香港 TVB兒童台 星期一至五 07:30-08:00節目                                                                    |                                                                                                  |                                                                                                  |
| 星光少女．美夢成真                                                                                           | 寶石寵物Ⅳ （2014年4月16日─6月26日）                                                              | 大頭公主愛作戰                                                                                   |
| 香港 TVB Window 星期六、日06:00-07:00節目 9月6日06:30-07:00 11月21日、11月22日06:00-06:50 12月6日06:00-06:30 |                                                                                                  |                                                                                                  |
| 寵物小精靈：超級願望III （第110～142集＋特別篇第1集）                                                          | 寶石寵物Ⅳ （2015年9月6日─12月6日）                                                               | 愛探險的Dora VII                                                                                 |
| 香港 翡翠台 星期一至五 16:15－16:45 節目 4月13日停播                                                         |                                                                                                  |                                                                                                  |
| 心動！光之美少女                                                                                             | 寶石寵物Ⅳ 重播 （2017年4月10日－6月21日）                                                        | 光之美少女：美樂天使 重播                                                                        |

## 外部連結
- （日語）《寶石寵物 Kira☆Deco！》東京電視台官網 （页面存档备份，存于）
- （日語）《寶石寵物 Kira☆Deco！》音樂 （页面存档备份，存于）